# Il muro di vetro
Il muro di vetro (The Glass Wall) è un film del 1953 diretto da Maxwell Shane.

## Trama
Peter Kaban è un profugo ungherese che si imbarca clandestinamente su una nave di emigranti alla volta di New York. Dopo anni di campi di concentramento, Peter è riuscito a scappare, ma senza documenti, pertanto le autorità gli rifiutano l'ingresso negli Stati Uniti. Tuffandosi dal piroscafo, riesce ugualmente a scendere a terra; con pochi dollari e braccato dalla polizia, si mette alla ricerca di un ex soldato americano al quale ha salvato la vita. Di lui sa soltanto che si chiama Tom e che suona il clarinetto in Times Square. 
Intanto Peter trova rifugio presso Maggie, una ragazza che ha commesso un piccolo furto ma che grazie a lui è sfuggita all'arresto, poi conosce anche Tanya, sua compatriota. Entrambe le donne lo aiutano a nascondersi, ma intanto i giornali pubblicano la sua foto. Tom, riconosciuto l'amico proprio attraverso la foto, si presenta alla polizia chiedendo di partecipare alle ricerche, alle quali collabora anche Maggie. Il clandestino viene individuato mentre si avvicina al grattacielo dell'ONU; dopo un drammatico inseguimento, lo raggiungono nel momento in cui minaccia disperato di gettarsi nel vuoto. Maggie e Tom riescono a farsi ascoltare dalla polizia e Peter comprende di aver finalmente conquistato la libertà.

## Produzione
Il film è il primo di una serie che Vittorio Gassman girò negli Stati Uniti. Era un film di produzione indipendente, girato con pochi mezzi, e con ancora poca padronanza dell'inglese. Successivamente l'attore venne messo sotto contratto dalla Metro-Goldwyn-Mayer anche per motivi di sfruttamento pubblicitario (era il periodo della sua relazione con Shelley Winters) e cominciò a lavorare per una serie di pellicole. L'inevitabile divergenza di opinioni con la politica ottusa degli studios di allora mise fine alla breve stagione USA di Gassman.